# Lucy Fisher
Lucy Fisher (née en 1989) est une journaliste et auteure britannique. Elle est rédactrice politique adjointe au Daily Telegraph.

## Début de la vie
Fisher a grandi dans le Wiltshire. Elle a étudié les classiques à l'University College de l'Université d'Oxford, où elle a été boursière Roger Short et exposante de chorales,,.

## Carrière
Le premier emploi de Fisher dans un journal national était au Sunday Times, avant de déménager au Times où elle est devenue correspondante politique en chef puis rédactrice en chef de la défense. Elle a déménagé au Daily Telegraph en décembre 2020.
Elle est apparue à la télévision et à la radio, notamment The Andrew Marr Show,, Newsnight, Politics Live,, et Westminster Hour,.
Le premier livre de Fisher, "Emily Wilding Davison: The Martyr Suffragette" a été publié en 2013 et republié en 2018 avec une introduction mise à jour,,. Son deuxième livre, « Women in the War : The Last Heroines of Britain's Greatest Generation », sera publié en septembre 2021 par HarperCollins,,. Elle est apparue au festival de littérature de Cheltenham, et au festival littéraire de l'île de Wight.

## Prix
Elle a remporté le prix Anthony Howard pour les jeunes journalistes en 2013,.

## Vie privée
Elle vit à Londres avec son mari.